# Неприйняття вбивства

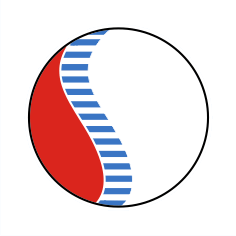
Символ, запропонований Г. Пейджем.

Неприйняття вбивства (англ. nonkilling) позначає відсутність в людському суспільстві вбивства як такого, загрози вбивства та умов, що сприяють вбивствам. Хоча використання цього терміна в академічному світі стосується переважно вбивства людей, іноді він включає в себе також вбивство тварин та інших форм життя. Це також стосується традиційного використання терміна «неприйняття вбивства» як частини буддистської етики, як вказано у першій настанові Панча Шила та подібних термінів у світових духовних практиках.  Важливо, що поняття «неприйняття вбивства» нещодавно використовувалось у хартії «За світ без насилля», схваленій 8-м Всесвітнім самітом лауреатів Нобелівської премії миру.

## Символ
Символ, запропонований Г. Пейджем, що передає суть концепту неприйняття вбивства. Він містить давній знак азійської культури інь — янь, а також відображає ідеї, що виникли в результаті останніх досліджень діяльності головного мозку. Згідно з цими дослідженнями, стимуляція каналів між ділянками мозку, що контролюють емоції і рух, може сприяти зміні поведінки людини і зробити її не схильною до насильства. Сектор блакитного кольору (творча мотивація до зміни поведінки), зливаючись з сектором білого кольору (неприйняття вбивства), домінує над сектором червоного кольору, що символізує вбивство.

## Складники
Концепція неприйняття вбивства охоплює такі поняття, як мир (відсутність війни та умов, що сприяють війні), ненасильство (психологічне, фізичне та структурне), а також ахімса (незаподіяння шкоди думкою, словом та вчинком). Поєднуючи у собі ці поняття, неприйняття вбивства передбачає особливий підхід, що характеризується чіткістю цілей та необмеженим характером реалізації. Поняття «ненасильство» та «мир» часто використовуються як класична форма аргументації на захист пасивності, вбивств (та їх протилежності, неприйняття вбивства), їх можна кількісно визначити та пов'язати з конкретними причинами з точки зору охорони здоров'я (запобігання, втручання з метою поступового знищення вбивств).

## Підходи
Неприйняття вбивства, на відміну від деяких ідеологій та духовних вчень, що сприяють відмові від вбивств, не встановлює жодних заздалегідь визначених шляхів досягнення суспільства, вільного від вбивств. Цей необмежений підхід надає широкі можливості для творчого пошуку у сферах освіти, науки, соціальних досліджень та політики з метою розробки альтернатив до вбивства людей побудованих на науковій, освітній, політичній, економічній та духовній основі. Крім того, незважаючи на свою специфіку, концепція неприйняття вбивства вирішує також і ширші соціальні проблеми.